# Wspólnota administracyjna Moos
Wspólnota administracyjna Moos – wspólnota administracyjna (niem. Verwaltungsgemeinschaft) w Niemczech, w kraju związkowym Bawaria, w rejencji Dolna Bawaria, w regionie Donau-Wald, w powiecie Deggendorf. Siedziba wspólnoty znajduje się w miejscowości Moos.
Wspólnota administracyjna zrzesza dwie gminy wiejskie: 
- Buchhofen, 918 mieszkańców, 15,71 km²
- Moos, 2 174 mieszkańców, 32,24 km²